# Forțele Navale Române
Forțele Navale Române è la marina militare della Romania ed opera nel Mar Nero.

## Storia

### Ottocento
A seguito dell'unione della Valacchia e della Moldavia nel 1859 vennero unite le flotte che costituirono, il 22 ottobre 1860, il Corpul Flotilei con sede ad Izmaïl. L'anno successivo iniziò il processo di ammodernamento e la sede centrale venne spostata nel 1864 a Brăila e tre anni più tardi a Galați dove nel 1872 venne inaugurata la prima scuola di marina. La prima nave costruita nei cantieri di Giurgiu fu la România nel 1864 mentre nel 1873 venne acquistata la Fulgerul costruita a Tolone, che era la prima nave rumena ad aver navigato nel mar Mediterraneo.
Con la legge del 22 maggio 1898 la Marina venne organizzata in due divisioni: la Divisione del Mar Nero con sede a Costanza e la Divisione del Danubio con sede a Galați mentre la sede centrale venne trasferita nella capitale Bucarest.

### La Marina Reale
La prima battaglia dove venne impiegata la marina fu durante la seconda guerra balcanica del 1913, seguite da diverse operazioni nel Mar Nero e lungo il Danubio durante la prima guerra mondiale. Negli anni venti e trenta proseguì il percorso di ammodernamento. Nel 1930 cambiò nome in Marina Regală (marina reale) e nel 1936 fu subordinata al ministero dell'aviazione e della marina fino al 1940 quando fu creato il sottosegretario di stato della marina.

#### Classe Mărăști
Nella forza navale romena prestarono servizio due unità di costruzione italiana, appartenenti alla classe Aquila, impostate nel 1914 per i romeni ma requisite dalla Regia Marina allo scoppio della guerra; inizialmente vennero rinominate Nibbio e Sparviero e poi ribattezzate Mărăști  e Mărașești in ricordo di due battaglie vinte dai romeni durante la prima guerra mondiale e vennero impiegati come cacciatorpediniere conduttori di flottiglia. Le due unità che nella nuova marina di appartenenza costituirono la Classe Mărăști, nel corso del secondo conflitto mondiale, nel quale la Romania era schierata a fianco dell'Asse, vennero impiegate nel Mar Nero principalmente in compiti di scorta tra il Bosforo e la Crimea.
Il Mărăști subì più volte infruttuosi attacchi subacquei: il 7 settembre 1942 (ad opera del sommergibile sovietico SHCH 207) ed il 7 luglio 1943 (da parte del sommergibile sovietico SHCH 201).
Nell'agosto 1944 un colpo di stato condotto dal re Mihai, con il supporto degli oppositori politici e dell'esercito, depose Antonescu e mise l'esercito della Romania a fianco agli Alleati. Il colpo di stato però ebbe l'effetto di una capitolazione in quanto accelerò l'avanzata dell'Armata Rossa all'interno della Romania e l'armistizio del successivo 12 settembre 1944, venne firmato alle condizioni imposte dai sovietici.
Il 29 agosto 1944, con l'occupazione sovietica della Romania, il Măraști fu catturato a Costanza dalle truppe sovietiche.
Incorporato nella Marina sovietica (14 settembre 1944) e ribattezzato Lovkyj (in cirillico Ловкий), il cacciatorpediniere fu assegnato alla Flotta del Mar Nero.
Il 12 ottobre 1945, conclusasi la guerra, il Lovkyj venne restituito alla Marina della Romania – frattanto divenuta una Repubblica socialista e “stato vassallo” dell'URSS – e ricevette la denominazione di D 11.
Radiato nel 1963, il D 11 venne avviato alla demolizione.
Il Mărașești il 1º luglio 1920 prese servizio nella Marina rumena.
Partecipò anche alla seconda guerra mondiale, durante la quale svolse principalmente missioni di scorta convogli sulle rotte tra il Bosforo e la Crimea. Subì più volte infruttuosi attacchi subacquei: il 6 novembre 1941 (con 6 siluri, ad opera del sommergibile sovietico S 33), il 1º giugno 1943 (da parte del sommergibile D 4, con due siluri) ed il 7 luglio 1943 (da parte del sommergibile SHCH 201). Durante una di tali missioni, il 7 od il 16 luglio 1943, la nave affondò il sommergibile sovietico M 31 tra Costanza e Sulina.
Il 29 agosto 1944, con l'occupazione sovietica della Romania, il Mărașești fu catturato a Costanza dalle truppe sovietiche.
Incorporato nella Marina sovietica (14 settembre 1944) e ribattezzato Lyogkyj (in cirillico Лёгкий), il cacciatorpediniere fu assegnato alla Flotta del Mar Nero.
Il 12 ottobre 1945, conclusasi la guerra, il Lyogkyj venne restituito alla Marina della Romania – frattanto divenuta una Repubblica socialista e “stato vassallo” dell'URSS – e ricevette la denominazione di D 12.
Radiato nel 1963, il D 12 venne avviato alla demolizione l'anno successivo.

immagini delle navi della Classe Mărăști
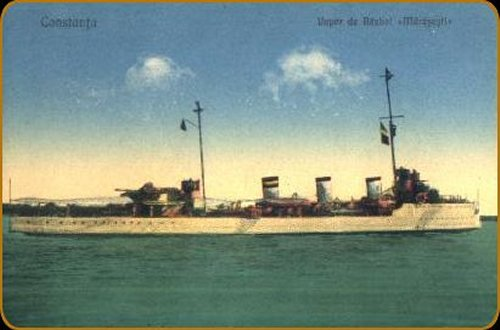
Il cacciatorpediniere Mărașești
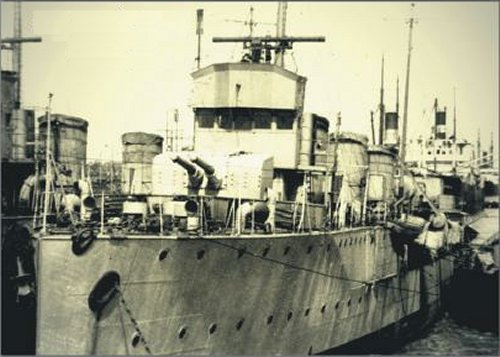
Il cacciatorpediniere Mărăști

### La seconda guerra mondiale
Durante la seconda guerra mondiale la marina venne impiegata a supporto delle operazioni di terra: attacco alle forze sovietiche lungo il delta del Danubio e trasporto delle truppe sulla riva destra del fiume e protezione dei porti di Sulina e Costanza durante le prime fasi della guerra. Particolarmente significativi i successi riportati il 26 giugno 1941 quando venne affondata la Moskva e seriamente danneggiata la Harkov, appartenenti alla marina militare sovietica. Durante gli ultimi anni della guerra la marina fu impegnata all'evacuazione delle truppe rumene e tedesche rimaste nella zona di Odessa e Sebastopoli, nell'operazione chiamata Operațiunea 60.000.
La marina militare rumena ha avuto a disposizione anche 9 sommergibili, dei quali 8 utilizzati durante la guerra. I più famosi sono il Delfinul, fabbricato in Italia e varato nel 1936, che nel 1941 affondò una nave da trasporto sovietica da 2.000 tonnellate al largo di Jalta e venne in seguito requisito dall'URSS. Il Rechinul ha effettuato la missione più lunga, dal 15 giugno al 29 luglio 1944, supportando l'evacuazione dalla Crimea delle truppe rumene e tedesche. Anch'esso fu requisito al termine della guerra e utilizzato come pezzi di ricambio per i sommergibili sovietici. Il Marsuinul ha partecipato ad un'unica missione prima di essere anche lui requisito.

### Il secondo dopoguerra
Dopo aver fatto parte del Patto di Varsavia ora la Romania fa parte della NATO e dal 2001 della BLACKSEAFOR.
Nonostante i fondi limitati, la marina ha acquistato nel 2005 due fregate inglesi della Classe Type 22, al prezzo di 116 milioni di sterline; la cosa ha dato luogo ad uno scandalo internazionale in quanto si è poi appurato che sono state corrisposte tangenti in entrambi i paesi per avallare l'operazione; le due navi erano state vendute come rottame alla BAe per una cifra di £100.000 ognuna, e sarebbero state distribuite "commissioni" per 8 milioni di sterline mentre il Ministero della Difesa inglese era all'oscuro di tutto.

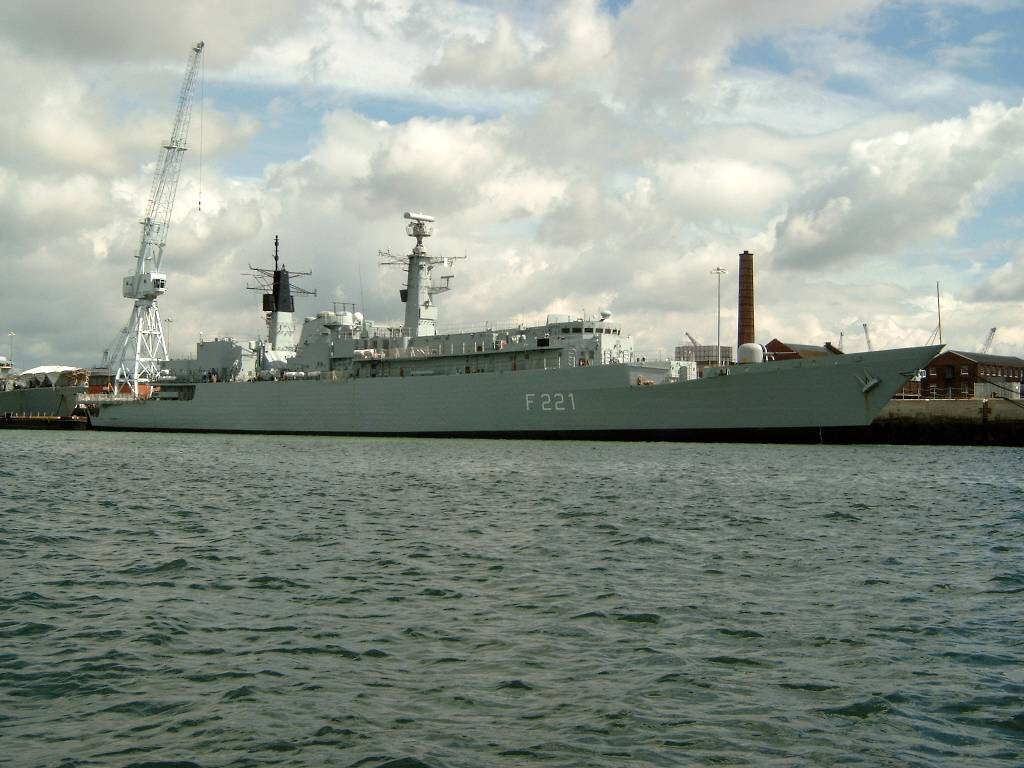
L'attuale ammiraglia della flotta, la fregata Regele Ferdinand (F-221)

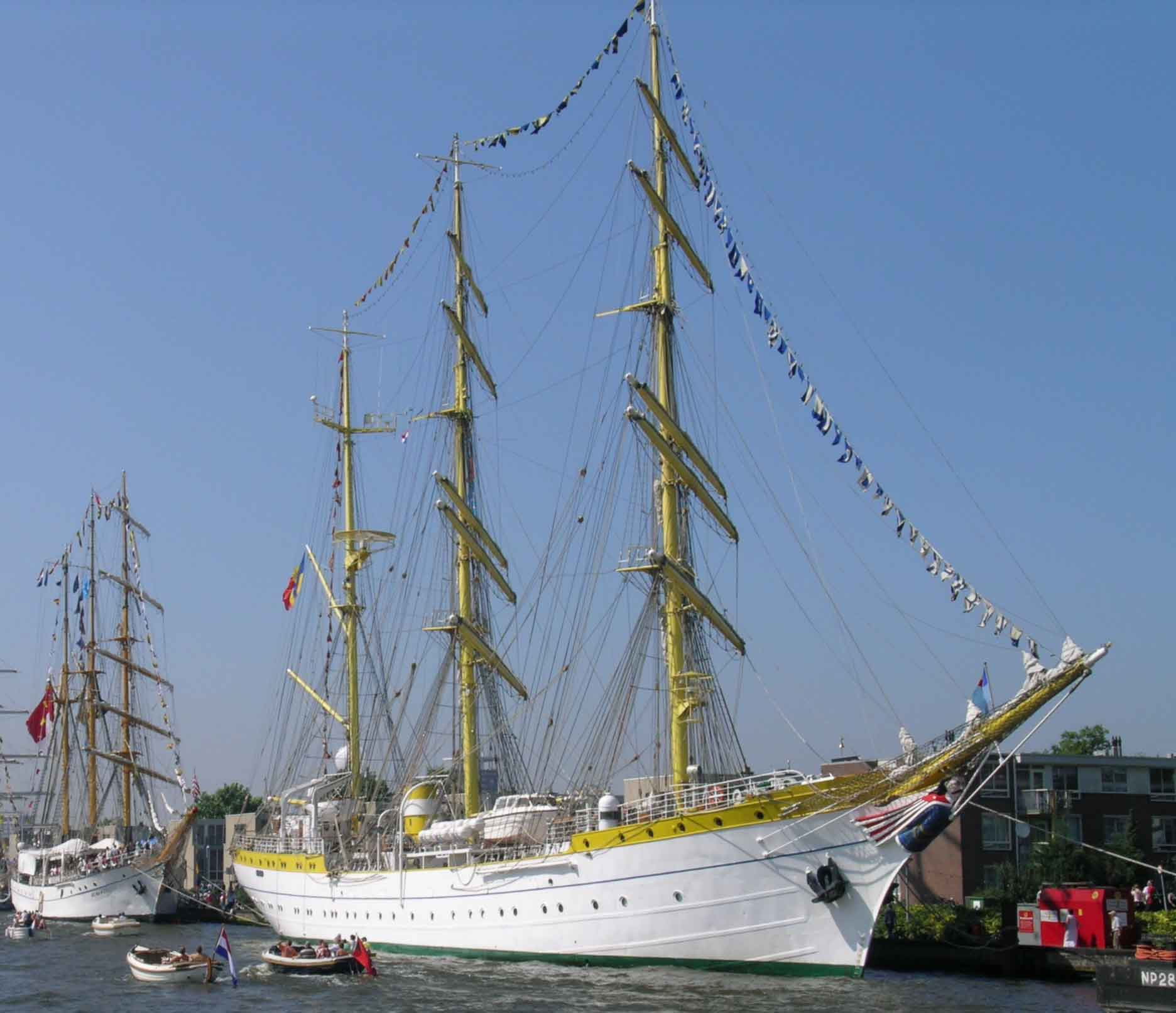
La Mircea alla manifestazione SAIL 2005 ad Amsterdam

## Flotta

### Navi di superficie
| Classe                                             | Immagine                | Tipo                        | Navi | Data di entrata in servizio | Dislocamento            | Note |
| Fregate (3 in servizio)                            | Fregate (3 in servizio) | Fregate (3 in servizio)     | Fregate (3 in servizio)                                                                                  | Fregate (3 in servizio)     | Fregate (3 in servizio) | Fregate (3 in servizio)                                                                                                |
| -------------------------------------------------- | ----------------------- | --------------------------- | --- | --------------------------- | ----------------------- | --- |
| Type 22                                            |                         | Fregata                     | Regele Ferdinand (F221) Regina Maria (F222)                                                              | 1988 1987                   | 4900 tonnellate         | Queste unità portano il nome di due cacciatorpediniere della seconda guerra mondiale della classe Regele Ferdinand.    |
| Classe Mărășești                                   |                         | Fregata                     | Mărășești (F111)                                                                                         | 1985                        | 5800 tonnellate         | Questa nave porta il nome di una precedente unità, un cacciatorpediniere della classe Mărăști di costruzione italiana. |
| Corvette (7 in servizio)                           |                         |                             | |                             |                         | |
| Classe Amiral Petre Bărbuneanu (Tetal I)           |                         | Corvetta                    | Amiral Petre Bărbuneanu (Tetal-I) (F-260) Contra-Amiral Eugeniu Roșca (Tetal-I) (F-263)                  | 1983 1987                   | 1500 tonnellate         | |
| Classe Contra-Amiral Eustațiu Sebastian (Tetal II) |                         | Corvetta                    | Contra-Amiral Eustațiu Sebastian (F-264) Contra-Amiral Horia Măcelaru (F-265)                            | 1989 1996                   | 1500 tonnellate         | |
| Classe Tarantul                                    |                         | Corvetta lanciamissili      | Zborul (F-188) Pescărușul (F-189) Lăstunul (F-190)                                                       | 1990 1991                   | 455 tonnellate          | |
| Motocannoniere (3 in servizio)                     |                         |                             | |                             |                         | |
| Classe Osa                                         |                         | Motocannoniera missilistica | Smeul (F-202) Vijelia (F-204) Vulcanul (F-209)                                                           |                             | 185 tonnellate          | |
| Cacciamine (4 in servizio)                         |                         |                             | |                             |                         | |
| Classe Musca                                       |                         | Cacciamine                  | Lt. Remus Lepri (F-24) Lt. Lupu Dinescu (F-25) Lt. Dimitrie Nicolescu (F-29) Lt. Alexandru Axente (F-30) |                             | 790 tonnellate          | |
| Dragamine (1 in servizio)                          |                         |                             | |                             |                         | |
| Classe Sandown                                     |                         | Dragamine                   | Vice-Amiral Ioan Murgescu (F-271)                                                                        |                             | 485 tonnellate          | un secondo battello sarà consegnato dalla Royal Navy nel corso del 2024                                                |
| Nave scuola(1 in servizio)                         |                         |                             | |                             |                         | |
| Classe Gorch Fock                                  |                         | Nave scuola                 | Mircea                                                                                                   |                             |                         | veliero con tre alberi a vele quadre                                                                                   |

### Flotta Sottomarina
| Classe                       | Immagine                     | Tipo                         | Navi                         | Anno di entrata in servizio  | Dislocamento                 | Note                         |
| Sommergibili (1 in servizio) | Sommergibili (1 in servizio) | Sommergibili (1 in servizio) | Sommergibili (1 in servizio) | Sommergibili (1 in servizio) | Sommergibili (1 in servizio) | Sommergibili (1 in servizio) |
| ---------------------------- | ---------------------------- | ---------------------------- | ---------------------------- | ---------------------------- | ---------------------------- | ---------------------------- |
| Classe Kilo                  |                              | Sottomarino                  | Delfinul                     | 1985                         | 3000                         | in riserva dal 1995          |

pattugliatori fluviali
- classe Mihail Kogalniceanu (3)
- classe Smirdan (3) class river patrol monitors - 3
- classe Grivița (3) class river patrol monitors - 3
- classe VB 76 (18)

## Mezzi Aerei

Coccarda mezzi aerei della Marina della Romania

Sezione aggiornata annualmente in base al World Air Force di Flightglobal del corrente anno. Tale dossier non contempla UAV, aerei da trasporto VIP ed eventuali incidenti accorsi durante l'anno della sua pubblicazione. Modifiche giornaliere o mensili che potrebbero portare a discordanze nel tipo di modelli in servizio e nel loro numero rispetto a WAF, vengono apportate in base a siti specializzati, periodici mensili e bimestrali. Tali modifiche vengono apportate onde rendere quanto più aggiornata la tabella.
| Aeromobile   | Origine         | Tipo                            | Versione (denominazione locale) | In servizio (2024) | Note                             | Immagine |
| Elicotteri   |                 |                                 |                                 |                    |                                  |          |
| Airbus H215M | Unione europea  | elicottero imbarcato multiruolo | H215M                           | 0                  | 2 H215M ordinati a gennaio 2024. |          |
| IAR 330      | Francia Romania | elicottero imbarcato multiruolo | IAR-330                         | 3                  |                                  |          |

## Comandanti
Di seguito l'elenco dei comandanti (e gli anni al comando) della marina militare romena (in rumeno Marina Militară Română):
- 1. Colonnello Nicolae Steriade (1860-1864)
- 2. Colonnello Constantin Petrescu (1864-1866)
- 3. Maggiore Scarlat Murgulet (1866-1867)
- 4. Maggiore Emanoil Boteanu (1867)
- 5. Maggiore Anton Barbieri (1867-1874)
- 6. Generale Nicolae Dimitrescu-Maican (1874; 1877; 1879-1882)
- 7. Contraammiraglio Ioan Murgescu (1874-1877; 1878-1879; 1888-1901)
- 8. Contraammiraglio Emanoil Koslinski (1901-1909)
- 9. Contraammiraglio Eustatiu Sebastian (1909-1917)
- 10. Contraammiraglio Nicolae Negru (1917)
- 11. Contraammiraglio Constantin Balescu (1917-1920)
- 12. Contraammiraglio Constantin Niculescu-Rizea (1920-1925)
- 13. Viceammiraglio Vasile Scodrea (1925-1934)
- 14. Viceammiraglio Ioan Balanescu (1934-1937)
- 15. Ammiraglio Petre Barbuneanu (1937-1940; 1945)
- 16. Viceammiraglio ing. Eugeniu Rosca (1940-1942)
- 17. Viceammiraglio Ioan Georgescu (1942-1945)
- 18. Commodoro Eugeniu Savulescu (1946-1948)
- 19. Commodoro Ioan Critescu (1948-1949)
- 20. Viceammiraglio Emil Grecescu (1949-1952)
- 21. Contraammiraglio Florea Diaconu (1952-1953; 1959-1961)
- 22. Contraammiraglio Nicolae Mihai (1954-1957; 1959)
- 23. Viceammiraglio Gheorghe Sandu (1958; 1961-1963)
- 24. Viceammiraglio ing. Grigore Martes (1963-1973)
- 25. Viceammiraglio Sebastian Ulmeanu (1973-1978)
- 26. Viceammiraglio Ioan Musat (1979-1989)
- 27. Ammiraglio Aron Mihai (1990)
- 28. Viceammiraglio Comandor Gheorghe Anghelescu (1990-1997)
- 29. Viceammiraglio dr. Traian Atanasiu (1997-2002)
- 30. Ammiraglio Corneliu Rudencu (2002-2004)
- 31. Viceammiraglio dr. Gheorghe Marin (2004-2006)
- 32. Viceammiraglio Dorin Dănilă (2006-2010)
- 33. Ammiraglio dr. Aurel Popa (2010-2013)
- 34. Viceammiraglio dr. Alexandru Mîrșu (2013-2020)